# Groupe de NGC 4930
Le groupe de NGC 4930 comprend au moins six galaxies situées dans la constellation du Centaure. La distance moyenne entre ce groupe et la Voie lactée est d'environ 43,2 Mpc (∼141 millions d'al). 

## Membres
Le tableau ci-dessous liste les six galaxies du groupe indiquées dans l'article de A.M. Garcia paru en 1993.
| Nom        | Class.  | Type           | α (J2000.0)   | δ (J2000.0)  | Vitesse radiale (km/s) | m                | Distance (Mpc) | Diamètre (kal) |
| ---------- | ------- | -------------- | ------------- | ------------ | ---------------------- | ---------------- | -------------- | -------------- |
| NGC 4930   | SB(rs)b | Spirale barrée | 13h 04m 05.3s | -41° 24′ 42″ | 2589 ± 3               | 11,1             | 42,2 ± 3,0     | 160            |
| ESO 323-55 | S?      | Spirale        | 12h 59m 29.5s | -41° 38′ 40″ | 2415 ± 45              | 13,76            | 39,7 ± 2,9     | 43             |
| ESO 323-58 | S?      | Spirale        | 13h 00m 13.3s | -41° 13′ 27″ | 2524 ± 45              | 14,14 ± 0,09     | 41,3 ± 3,0     | 33             |
| ESO 323-62 | S?      | Spirale        | 13h 00m 57.5s | -41° 45′ 06″ | 2947 ± 45              | 13,69 ± 0,09     | 47,5 ± 3,4     | 134            |
| ESO 323-67 | SA(s)c  | Spirale        | 13h 01m 50.6s | -41° 52′ 32″ | 2456 ± 45              | 12,93 ± 0,09     | 40,3 ± 2,9     | 52             |
| PGC 45011  | S       | Spirale        | 13h 02m 32.7s | -41° 19′ 30″ | 2522 ± 45              | 12,009 ± 0,095 A | 41,3 ± 3,0     | 35             |

- A Dans l'infrarouge proche.

Le site DeepskyLog permet de trouver aisément les constellations des galaxies mentionnées dans ce tableau ou si elles ne s'y trouvent pas, l'outil du site constellation permet de le faire à l'aide des coordonnées de la galaxie. Sauf indication contraire, les données proviennent du site NASA/IPAC. 